# Conseil d’héraldique et de vexillologie
Ne doit pas être confondu avec Conseil héraldique de Belgique ou Conseil héraldique flamand.
Le Conseil d’héraldique et de vexillologie est une institution créée en 1985 par un décret de la Communauté française de Belgique,.

## Missions
Sa mission première était de doter la Communauté française de ses armoiries, de reconnaitre les armoiries, sceaux et drapeaux des villes et communes issues des fusions et de publier, à l’issue de ses travaux, un armorial de la Communauté française de Belgique.
L'armorial ayant été publié en 2002, le conseil a été chargé, en 2010 de fournir des avis au Gouvernement pour tout ce qui concerne les armoiries de personne physique, et d’association familiale et leur enregistrement, mission qui était auparavant assurée par l'Office généalogique et héraldique de Belgique.
Le Conseil héraldique flamand a une mission similaire auprès du gouvernement de la communauté flamande.

## Composition du Conseil
| Membres du Conseil d'Héraldique et de Vexillologie |                                         |
| Adrien Dupont                                      | Expert                                  |
| David Colling                                      | Expert                                  |
| Bertrand Maus de Rolley                            | Représentant d'ORUA                     |
| Cédric Pauwels                                     | Expert titulaire d'une licence en droit |
| François-Xavier Geubel                             | Expert et Président                     |
| Jean Nyst                                          | Représentant CDH                        |
| Louis-Donat Casterman                              | Représentant MR                         |
| Michel Lupant                                      | Représentant ECOLO                      |

## Galerie

### Blasons

Blason du Brabant Wallon, reprenant le blason du Duché de Brabant ainsi que le coq de la Wallonie. Octroyé le 2 janvier 1995 par le Conseil.
Blason de la ville de Mouscron, reconnu le 18 décembre 1991 par le Conseil[3].
Les armes de la famille Dewandre ont été enregistrées par le Conseil le 12 janvier 2013[12],

### Drapeaux

Drapeau de la Wallonie